# 1908 en science
| Années de la science : 1905 - 1906 - 1907 - 1908 - 1909 - 1910 - 1911    |
| Décennies de la science : 1870 - 1880 - 1890 - 1900 - 1910 - 1920 - 1930 |

Cet article présente les faits marquants de l'année 1908 en science.

## Événements
- 12 janvier : le premier message radio longue distance est transmis depuis la tour Eiffel par l'inventeur américain Lee De Forest[1].
- 2 février : rencontre entre Sigmund Freud et le psychiatre hongrois Sándor Ferenczi à Vienne[2].
- 6 février : première auto-transplantation rénale réalisé sur une chienne par Alexis Carrel[3].

- 28 février : découverte à Greenwich par Philibert Jacques Melotte du 8e satellite de Jupiter, nommé Pasiphaé en 1975[4].

- 7 mars : l'équipe de l'archéologue suisse Otto Hauser découvre le squelette d'un jeune Néandertalien lors des fouilles de l'abri du Moustier en Dordogne[5].

- 26-27 avril : premier congrès international de psychanalyse à Salzbourg[6].

- 30 juin : la désintégration d'une météorite ou comète au-dessus de la Toungouska en Sibérie produit une onde de choc détruisant 2 000 km2 de forêt[7].

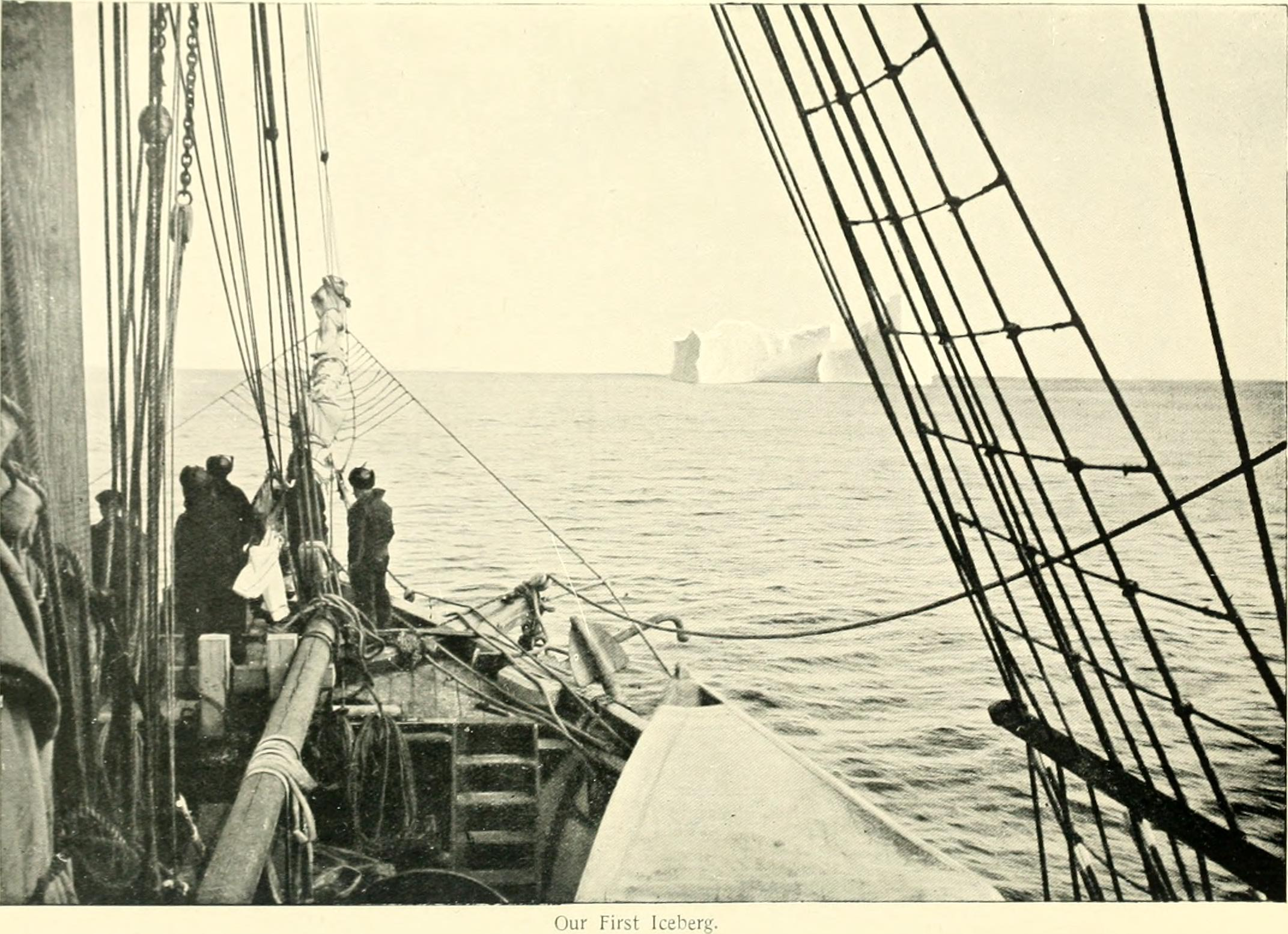
Le Pourquoi Pas ?, navire de la seconde expédition Charcot.

- 15 août : départ du Havre de la seconde expédition Charcot vers le pôle Sud[8].
- 29 octobre, Expédition Nimrod : Ernest Shackleton, Frank Wild, Eric Marshall et Jameson Adams entament leur première tentative d'atteindre le pôle Sud[9].

- Redécouverte de l'observatoire astronomique d'Oulough Beg à Samarcande par V. L. Vyatkin[10].

### Sciences physiques
- 10 juillet : le physicien néerlandais Heike Kamerlingh Onnes liquéfie l’hélium, ouvrant la porte aux travaux sur les très basses températures[11].

- Le physicien allemand Gustav Mie énonce la théorie de la diffusion des ondes lumineuses par des particules sphériques[12].
- Le chimiste suisse Jacques Brandenberger invente la cellophane[13].
- Le chimiste japonais Kikunae Ikeda découvre dans le kombu le glutamate monosodique et identifie une cinquième saveur de base qu'il baptise « umami »[14].

- Jules Bied, directeur du laboratoire de la société Pavin de Lafarge, découvre le ciment fondu utilisé pour les constructions en béton armé[15].

## Publications
- Henri Poincaré : Science et Méthode (Flammarion - 1908)

## Prix
- Prix Nobel

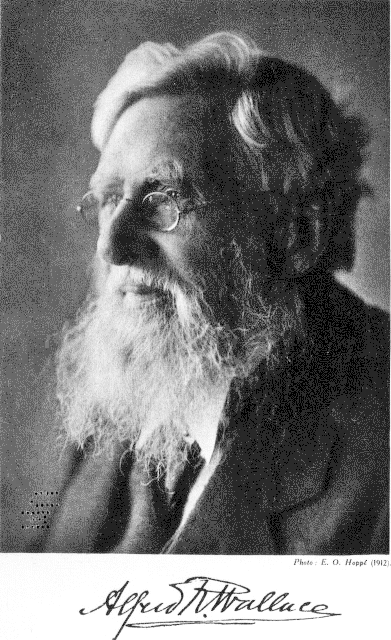
Alfred Russel Wallace en 1912.

  - Physique : Gabriel Lippmann (photo couleur).
  - Chimie : Ernest Rutherford (britannique né en Nouvelle-Zélande)
  - Physiologie ou médecine : Ilya Ilitch Metchnikov (Russe, phagocytose et immunologie), Paul Ehrlich (allemand, immunologie)

- Médailles de la Royal Society
  - Médaille Copley : Alfred Russel Wallace
  - Médaille Darwin : August Weismann
  - Médaille Davy : William A. Tilden
  - Médaille Hughes : Eugen Goldstein
  - Médaille royale : John Milne, Henry Head
  - Médaille Rumford : Hendrik Antoon Lorentz

- Médailles de la Geological Society of London
  - Médaille Lyell : Richard Dixon Oldham
  - Médaille Murchison : Albert Charles Seward
- Médaille Wollaston : Paul von Groth

- Prix Jules-Janssen (astronomie) : Edward Charles Pickering
- Médaille Bruce (astronomie) : Edward Charles Pickering
- Médaille linnéenne : Thomas Roscoe Rede Stebbing
- Prix Valz : Michel Luizet

## Naissances

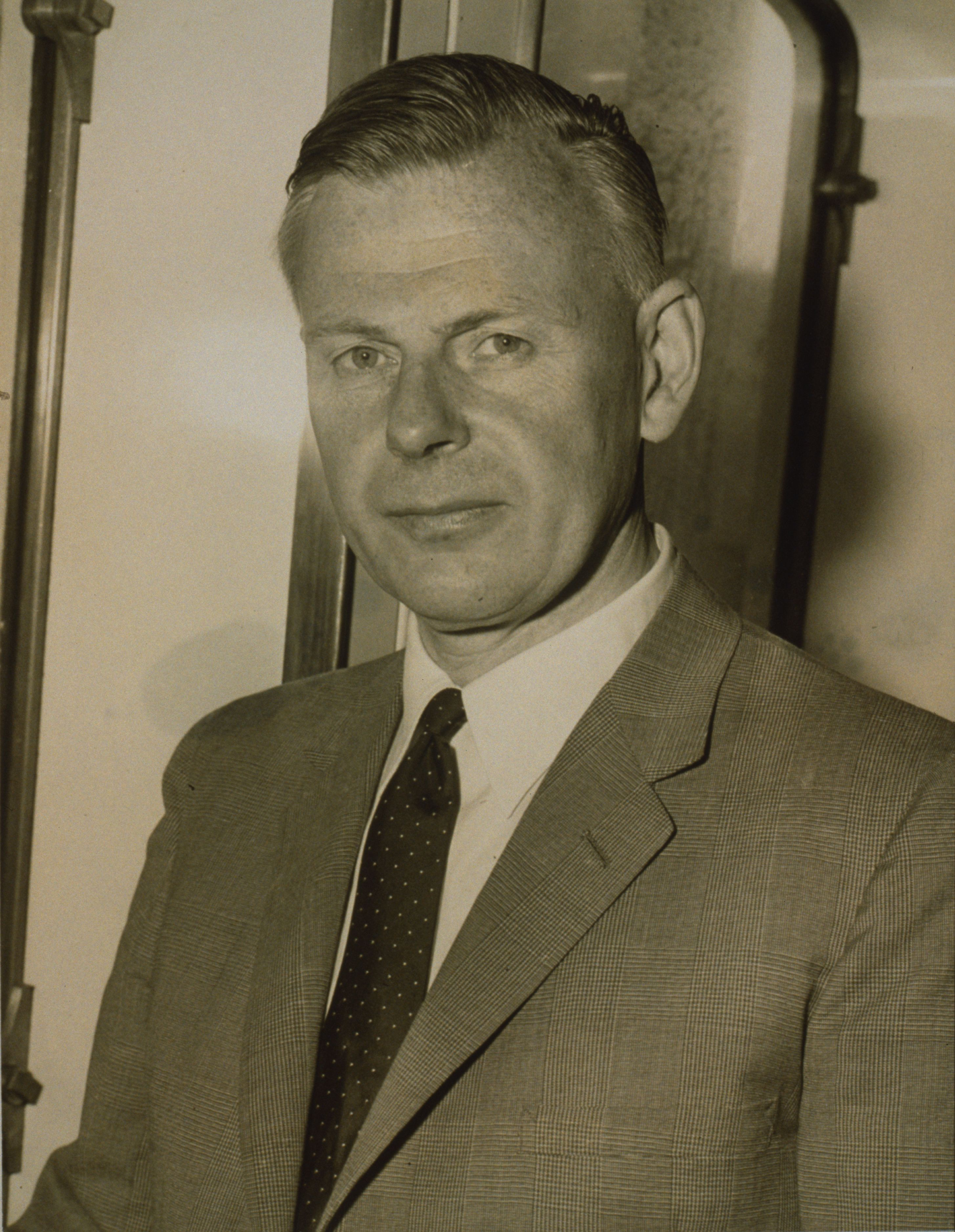
Bengt Strömgren

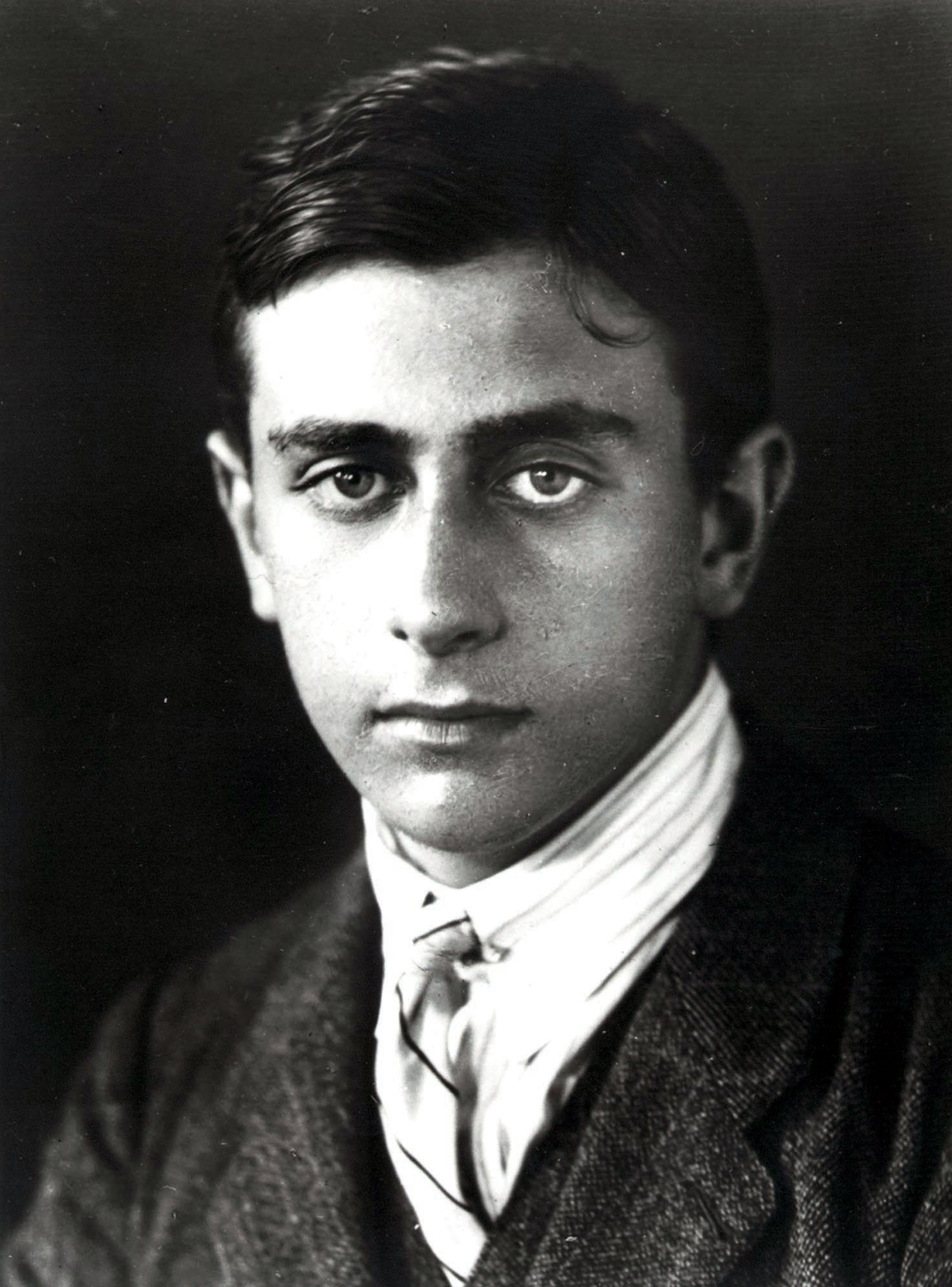
Edward Teller

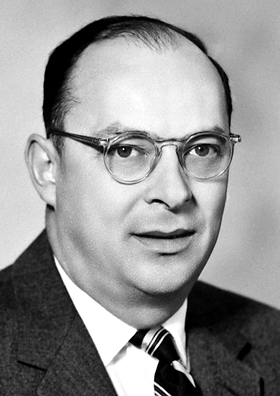
John Bardeen

- 2 janvier : Jean Goguel (mort en 1987), géologue et géophysicien français.
- 15 janvier : Edward Teller (mort 2003), physicien hongro-américain.
- 21 janvier : Bengt Strömgren (mort en 1987), astronome et astrophysicien danois.
- 22 janvier : Lev Landau (mort en 1968), Prix Nobel de physique en 1962.
- 24 janvier : Hans von Halban (mort en 1964), physicien français d'origine autrichienne.

- 4 février : Bernard Edeine (mort en 1999), ethnologue et archéologue français.
- 12 février : Jacques Herbrand (mort en 1931), mathématicien et logicien français.
- 28 février : Medhananda (mort en 1994), philosophe et égyptologue allemand.

- 6 mars : Antoine Bonte (mort en 1995), géologue français.
- 8 mars : Hoàng Xuân Hãn (mort en 1996), historien et mathématicien vietnamien.
- 17 mars : Siegfried Horn (mort en 1993), archéologue, érudit et adventiste allemand.

- 7 avril : Marcel Lutz (mort en 2000), archéologue français.
- 21 avril : Thomas Gaskell Tutin (mort en 1987), botaniste britannique.
- 22 avril : Ivan Efremov (mort en 1972), paléontologue, géologue et écrivain russe.
- 18 mai : Nikolaï Piliouguine (mort en 1982), ingénieur soviétique.
- 23 mai : John Bardeen (mort en 1991), Prix Nobel de physique en 1956 et en 1972.
- 30 mai : Hannes Alfven (mort en 1995), astrophysicien suédois, prix Nobel de physique en 1970.

- 5 juin : Edgar Lederer (mort en 1988), biochimiste français.
- 18 juin : Jean Jacques Dozy (mort en 2004), géologue néerlandais.
- 25 juin : Willard Van Orman Quine (mort en 2000), philosophe et logicien américain.
- 29 juin : Cyrus Gordon (mort en 2001), chercheur, archéologue et linguiste américain.

- 7 juillet : Evert Willem Beth (mort en 1964), philosophe et logicien néerlandais.

- 20 août : Valentin Glouchko (mort en 1989), ingénieur astronautique soviétique.
- 7 septembre : Michael E. DeBakey (mort en 2008), chirurgien cardiaque américain d'origine libanaise.
- 9 septembre : Frederic Brenton Fitch (mort en 1987), logicien américain.
- 13 septembre : Georges Devereux (mort en 1985), psychanalyste et anthropologue franco-américain.
- 15 septembre : Abe Silverstein (mort en 2001), ingénieur américain.
- 18 septembre : Viktor Ambartsumian (mort en 1996), astronome et astrophysicien arménien.
- 19 septembre : Victor Weisskopf (mort en 2002), physicien théoricien austro-américain.
- 22 septembre : Pierre Cintas (mort en 1974), fonctionnaire et archéologue français.
- 30 septembre : Johanna Budwig (morte en 2003), biochimiste allemande.

- 3 octobre : Melvin Spencer Newman (mort en 1993), chimiste américain.
- 6 octobre : Sergueï Sobolev (mort en 1989), mathématicien et physicien atomique russe.
- 7 octobre : J. L. C. Pompe van Meerdervoort (né en 1829), physicien, chimiste et médecin néerlandais.
- 10 octobre : Ilja Frank (mort en 1990), physicien russe, prix Nobel de physique 1958.
- 16 octobre : Jean Gabus (mort en 1992), écrivain, ethnologue et muséologue suisse.
- 24 octobre : John Tuzo Wilson (mort en 1993), géophysicien et géologue canadien.
- 28 octobre : Margaret Gurney (née en 1908), mathématicienne, statisticienne et programmeuse informatique américaine.

- 4 novembre : Joseph Rotblat (mort en 2005), physicien polonais.
- 12 novembre : Kustaa Adolf Inkeri (mort en 1997), astronome et mathématicien finlandais.
- 18 novembre : Jean Kerisel (mort en 2005), ingénieur français.
- 28 novembre : Claude Lévi-Strauss (mort en 2009), anthropologue et ethnologue français.

- 4 décembre : Alfred Hershey (mort en 1997), microbiologiste et généticien américain, prix Nobel de physiologie ou médecine en 1969.
- 13 décembre : Leon Bankoff (mort en 1997), dentiste et mathématicien américain.
- 15 décembre : Gaston Duon (mort en 2005), statisticien et économiste français.
- 17 décembre : Willard Frank Libby (mort en 1980), physicien et chimiste américain.
- 18 décembre : Edgar Bright Wilson Jr. (mort en 1992), chercheur et professeur de chimie américain.
- 19 décembre : Paul Westmacott Richards (mort en 1995), botaniste et écologue britannique.
- 25 décembre : Herman Wold (mort en 1992), statisticien suédois.

## Décès

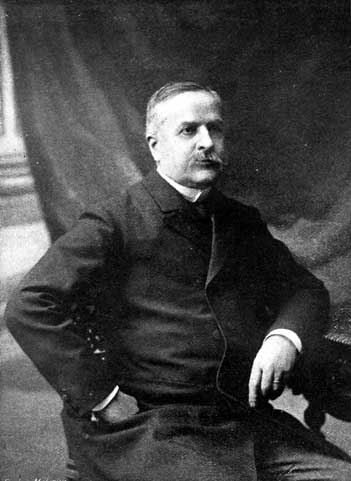
Albert-Auguste Cochon de Lapparent

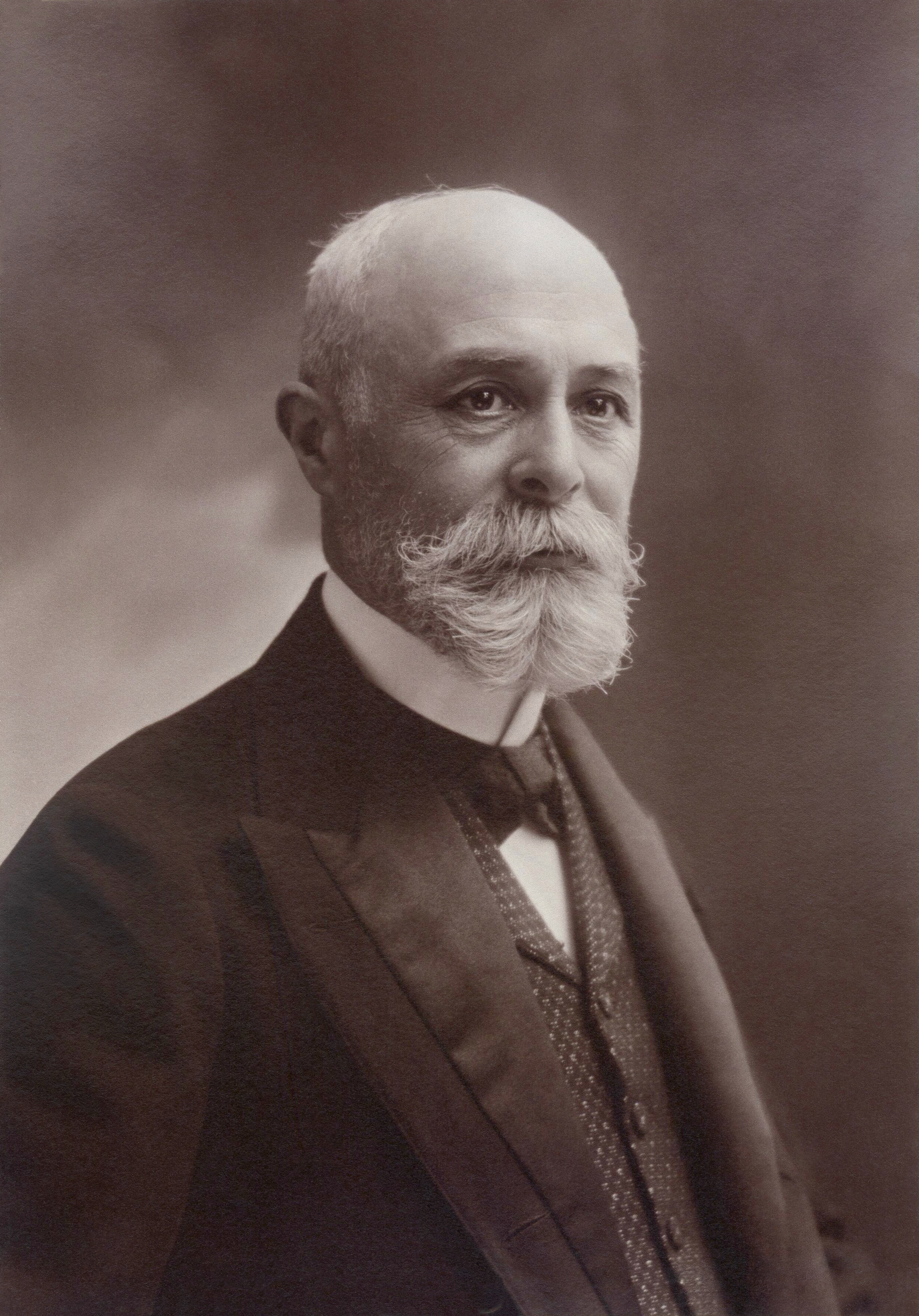
Henri Becquerel

- 3 janvier : Charles Augustus Young (né en 1834), astronome américain.
- 7 mars : Alfred William Howitt (né en 1830), anthropologue et naturaliste australien.
- 9 mars : Henry Clifton Sorby (né en 1826), géologue britannique.
- 29 mars : Félix Régnault (né en 1847), éditeur, libraire, naturaliste et spéléologue français.
- 31 mars : Antoine Béchamp (né en 1816), médecin, chimiste et pharmacien français.

- 9 avril : Eugène Lefébure (né en 1838), égyptologue français.
- 24 avril : Pierre Victor Galtier (né en 1846), vétérinaire français.

- 2 mai : Charles Chamberland (né en 1851), biologiste et physicien français.
- 5 mai : Albert-Auguste Cochon de Lapparent (né en 1839), géologue français.
- 31 mai : John Evans (né en 1823), archéologue et géologue anglais.

- 8 août : Alfred Giard (né en 1846), zoologiste français.
- 12 août :  Frank Calvert (né en 1828) diplomate et archéologue amateur anglais.
- 24 août : Éleuthère Mascart (né en 1837), physicien français, météorologue.
- 25 août : Henri Becquerel (né en 1852), physicien français, Prix Nobel de physique en 1903.

- 15 septembre : Friedrich Adler (né en 1827), architecte et archéologue allemand.
- 20 septembre : Salomon Neumann (né en 1819), statisticien et médecin allemand.

- 18 octobre : Charles Thomas Bingham (né en 1848), zoologiste britannique.
- 28 octobre : Claudius Savoye (né en 1856), instituteur et préhistorien français.

- 5 novembre : Andrew Graham (né en 1815), astronome irlandais.
- 8 novembre : Friedrich Schmidt (né en 1832), géologue et botaniste estonien.
- 9 novembre : Alfred Ditte (né en 1843), chimiste français.
- 18 novembre : Ernest Hamy (né en 1842), médecin, anthropologue et ethnologue français.
- 27 novembre : Albert Gaudry (né en 1827), géologue et paléontologue français.
- 29 novembre : Paul Fliche (né en 1836), paléontologue français.

- 13 décembre : Augustus Le Plongeon (né en 1825), photographe, antiquaire et archéologue amateur britannique.